# Semih Şentürk
Semih Şentürk (IPA: [semih ʃentyɾk]; İzmir, 1983. április 29. –) török labdarúgó, a Fenerbahçe csatára.
A 2008-as labdarúgó Európa-bajnokságon a horvát labdarúgó-válogatott elleni mérkőzés 122. percében, tehát a 2 x 15 perces hosszabbítás utolsó utáni pillanataiban egyenlítő gólt lőtt, megmentve csapatát a biztosnak tűnő kieséstől. A török labdarúgó-válogatott ezután 11-es rúgásokkal, 3-1 arányban legyőzte ellenfelét és bejutott a bajnokság elődöntőjébe.

## Külső hivatkozások
- Adatlap: TFF.org